# マキエマキ
マキエマキ（1966年2月8日 - ）は、日本の写真家。「昭和B級世界」をこよなく愛す。

## 略歴
大阪府生まれ。1993年よりフリーの商業写真家として活躍する一方で、2015年秋に「愛とエロス」をテーマにしたグループ展に出展したことがきっかけで、自撮り写真の魅力に目覚める。以後、夫の協力を得ながら、セーラー服に始まり、ホタテビキニから女体盛りまで様々なロケ地やシチュエーションを模索しながら、「人妻熟女自撮り写真家」として発表を続ける。漁村が大好きで、他にはロケ地には遊郭や、昔栄えた場所などを選ぶ。土地の需要があるところは、建物が建て替わり昔のものが残らないが、土地の需要が少ない場所だと結構残っており、登米市のように、特に昔水運で栄えて寂れた町や漁港の隣の町、炭鉱とか金山、軍隊の跡地が狙い目。若い頃は海外ばかり行っていたが、なんで、もっと日本を見ておかなかったんだろうと発言している。
つげ義春の熱心なファンで、特に『リアリズムの宿』がお気に入りで、「宿じゅうの人が入った後のお湯がドロドロで汚い」とか「宿の子供が朗読をしているので眠れない」「おかみさんがサンビスしますと言ったけどサービスされた気が全然しなかった」とか。そういうのがたまらないと発言している。
将来、かつて写真集を出した頃よりも、今のほうがはるかにディープな場所に行っており、ロケ地でまとめたシリーズの出版を考えている。ひなびた温泉にも造詣が深く、「長野の渋温泉とか。ああいう雰囲気はたまらない」と語り、つげ義春が訪問した湯宿温泉、会津の西山温泉、瀬見温泉などの温泉を辿り歩いている。
第5回東京女子エロ画祭：グランプリ、ニコ生賞 Ｗ受賞。
マツコ・デラックスのアウト×デラックスに出演したことはあるが、テレビはお笑いとしていじられるので断っている。

## 書籍
- マキエマキ作品集（集英社インターナショナル、2019年2月28発行）
- マキエマキ 2nd 似非（えせ）（産学社、2020年9月26日発行）
- くらべるエロ（玄光社、2020年7月20日発行）
- マキエイズム（みらいパブリッシング　2023年10月10日発行）

## テレビ出演
- アウト×デラックス 自撮りのせいで仕事がなくなった女 出演（フジテレビ、2020年9月3日）
- 不可避研究中 #ルッキズム　出演（NHK、2021年11月29日）
- ドキュメント20min 「熟写マキエマキ」出演（NHK、2023年12月4日）

## その他
- 第5回 東京女子エロ画祭 グランプリ・ニコ生賞　W受賞（2018年3月4日）
- ヴァイス・メディア（VICE 2018年8月12年）掲載　五十路を迎えて羽化し、美しく翔んだ自撮り熟女、マキエマキの写真と人生
- ランドリーボックス（2019年10月18日〜2022年1月29日）コラム掲載　 マキエマキの記事
- 芸術新潮 （新潮社、2019年1月号）80-81頁掲載 マキエマキ これが熟女の自撮り道
- AERA dot.（2021年1月8日）インタビュー記事　 “自撮り人妻熟女”写真家・マキエマキが「昭和B級エロ」を表現する理由
- 文春オンライン（2022年6月5日）インタビュー記事「ギャラリーの外で待ち伏せ」「性器の写真がDMで送られてきて…」50歳で“自撮り”作家へ　女性写真家（56）が語る“セクハラ被害の日常”

### SNS
- マキエマキ (@makiemaki50) - X（旧Twitter） - X（旧Twitter）
- マキエマキ (@makiemaki_1966) - Instagram
- マキエマキ - YouTubeチャンネル
- マキエマキ - Facebook
- マキエマキ - note